# Saas-Balen
Saas-Balen (bis 31. Dezember 2006 offiziell: Saas Balen) ist eine Munizipalgemeinde und eine Burgergemeinde des Bezirks Visp sowie eine Pfarrgemeinde des Dekanats Visp im deutschsprachigen Teil des Kantons Wallis in der Schweiz.

## Geographie
Geographisch gesehen erreicht man Saas-Balen als erste der vier Saaser Gemeinden im Saastal. In diesem Dorf trifft man noch die typischen alten, von der Sonne schwarz gefärbten Walliser Holzhäuser an. Das Dorf verfügt über ca. 500 Gästebetten verteilt in Ferienwohnungen und Gruppenhäusern.
Im Dorf gibt es ein Lebensmittelgeschäft und eine Metzgerei.

## Bevölkerung
| Bevölkerungsentwicklung | Bevölkerungsentwicklung | Bevölkerungsentwicklung | Bevölkerungsentwicklung | Bevölkerungsentwicklung | Bevölkerungsentwicklung | Bevölkerungsentwicklung | Bevölkerungsentwicklung | Bevölkerungsentwicklung | Bevölkerungsentwicklung | Bevölkerungsentwicklung | Bevölkerungsentwicklung |
| Jahr                    | 1850                    | 1900                    | 1950                    | 2000                    | 2010                    | 2012                    | 2014                    | 2016                    | 2018                    | 2020                    | 2022                    |
| ----------------------- | ----------------------- | ----------------------- | ----------------------- | ----------------------- | ----------------------- | ----------------------- | ----------------------- | ----------------------- | ----------------------- | ----------------------- | ----------------------- |
| Einwohner               | 162                     | 215                     | 414                     | 397                     | 407                     | 399                     | 367                     | 366                     | 347                     | 351                     | 368                     |

Wie viele andere Bergdörfer hat auch Saas-Balen stark mit der Abwanderung zu kämpfen. Zwischen 2010 und 2019 gingen die Einwohnerzahlen um knapp 18 % zurück.

Einwohnerentwicklung

## Gemeindepräsidenten
Seit den Gemeinderatswahlen von 1960:
| Amtszeit  | Name               | Partei                       |
| --------- | ------------------ | ---------------------------- |
| 1961–1972 | Edwin Burgener     | KVP/CVP                      |
| 1973–1979 | Gottfried Bumann   | CVP                          |
| 1980–1988 | Richard Burgener   | CVP                          |
| 1989–1998 | Beat Venetz        | CVP                          |
| 1998–2011 | Bruno Kalbermatten | CVP                          |
| 2012–2023 | Konrad Burgener    | CVP                          |
| 2024      | Melanie Burgener   | NEO-Die sozialliberale Mitte |

## Sehenswürdigkeiten
Wahrzeichen des Ortes sind die historische Rundkirche und der imposante, über 40 Meter hohe Fellbach-Wasserfall. Bei der – für die Schweiz einzigartigen – Rundkirche handelt es sich um ein spätbarockes Bauwerk, das unter nationalem Denkmalschutz steht.

## Tourismus
Saas-Balen hat einen Skilift direkt im Dorf und eine Natureis- sowie eine Schlittelbahn. Das Dorf ist auch Ausgangspunkt der 26 km langen Langlaufloipe für klassisch und skating. Die Loipe erstreckt sich entlang des Saaser Vispa bis zur "Eienalp" auf 1930 m ü. M. Im ganzen Tal gibt es über 350 km markierte Wanderwege.

## Literatur

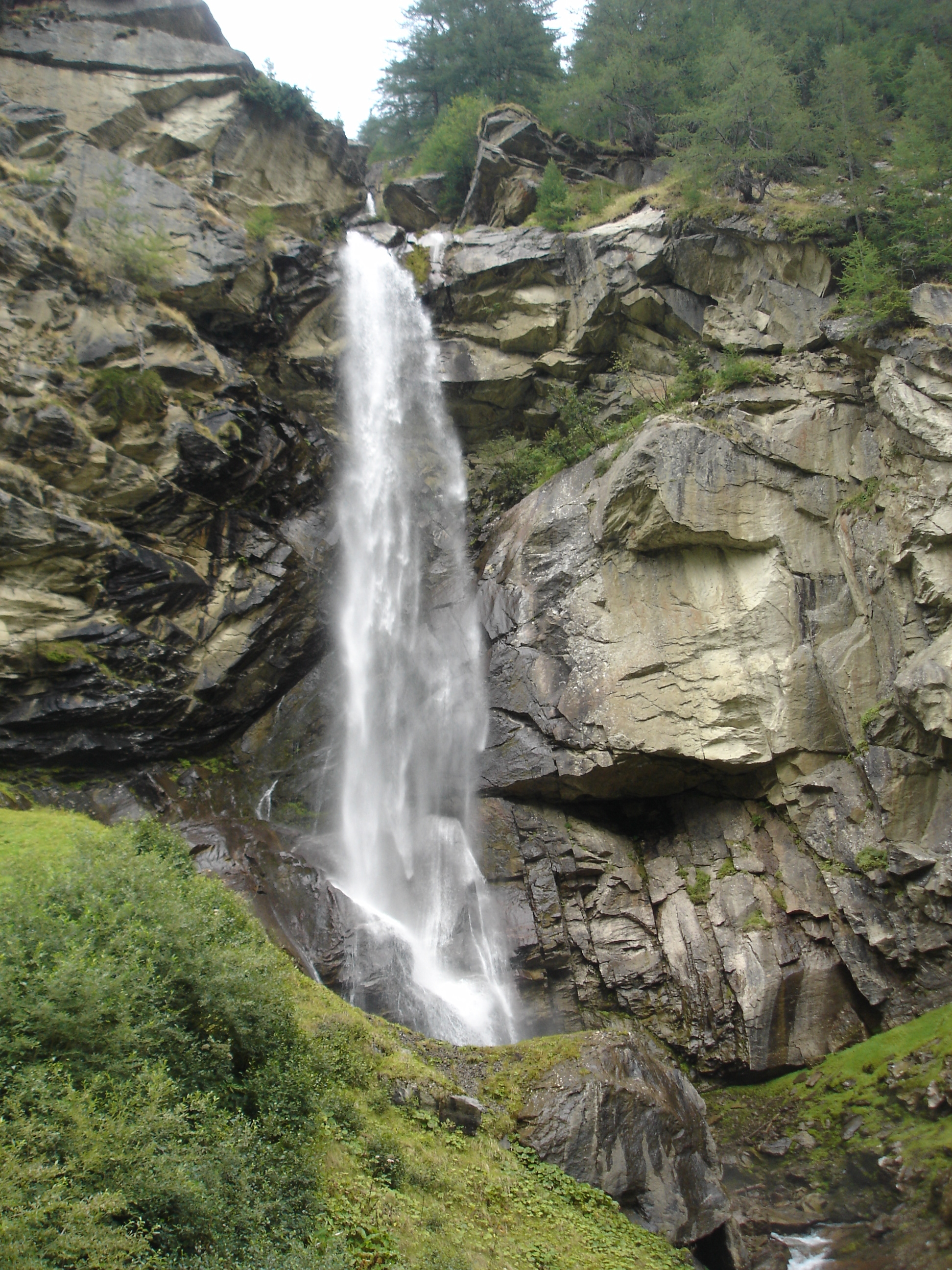
Der Fellbach
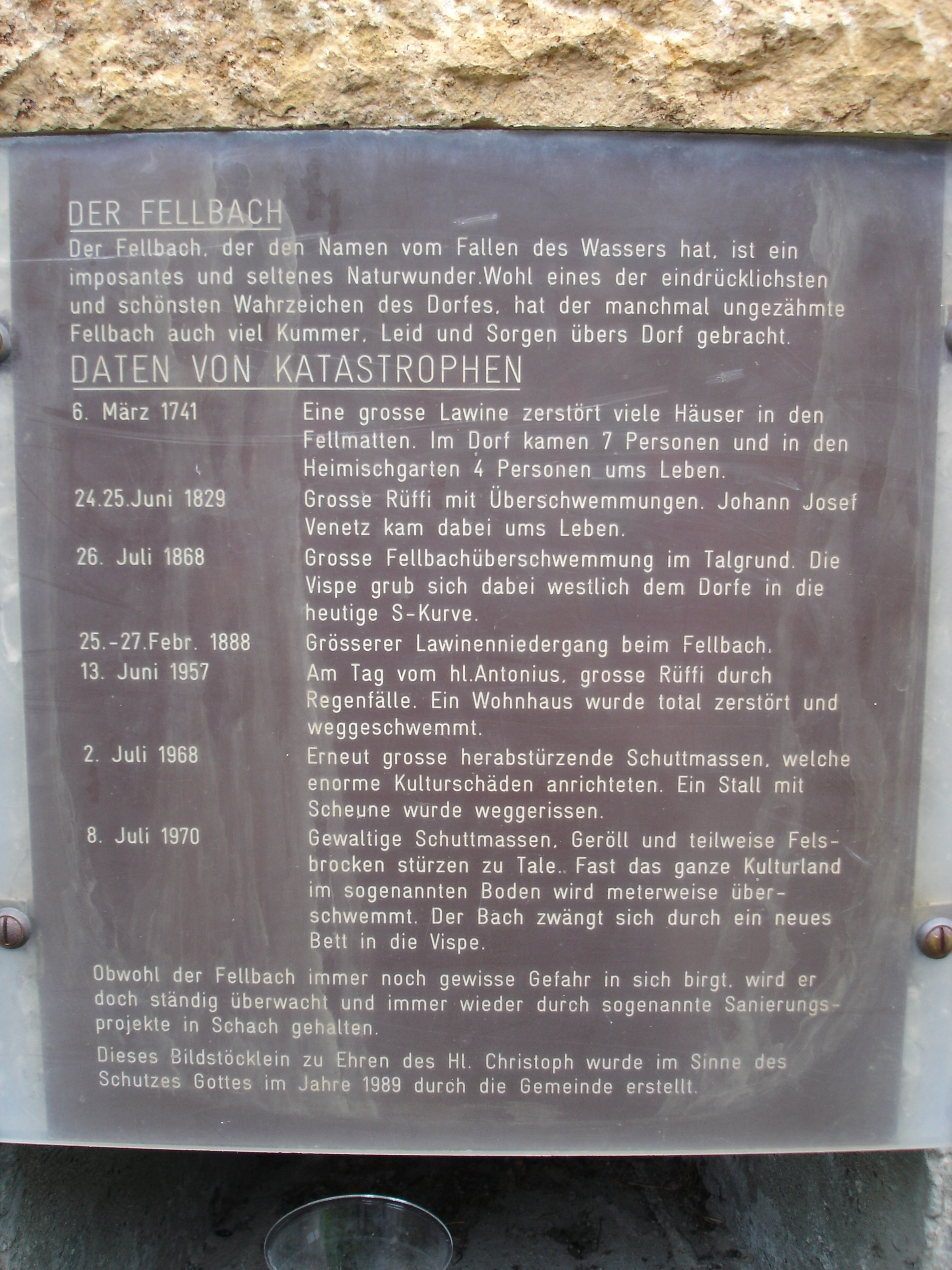
Zerstörungen durch den Fellbach
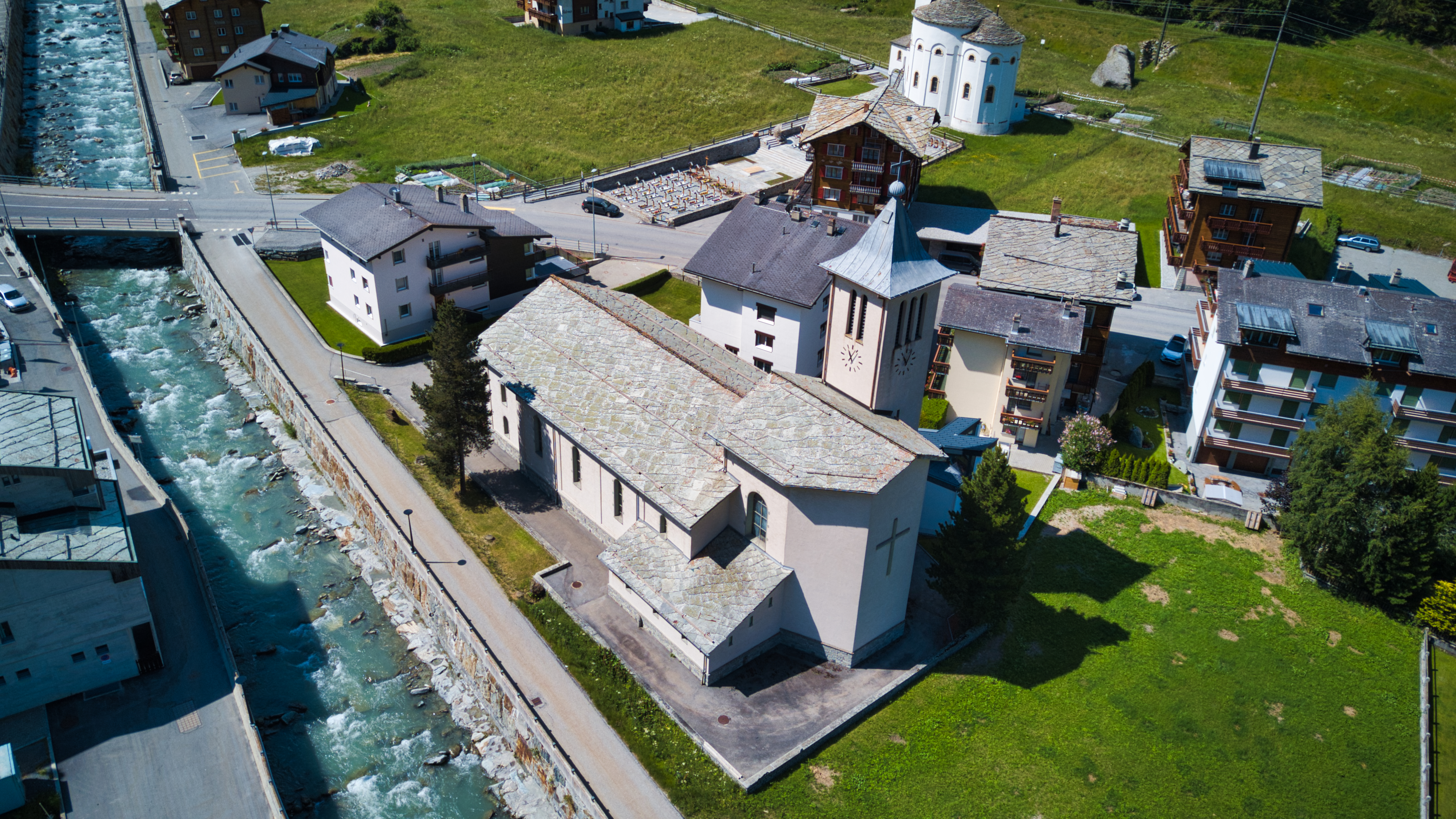
Kirche
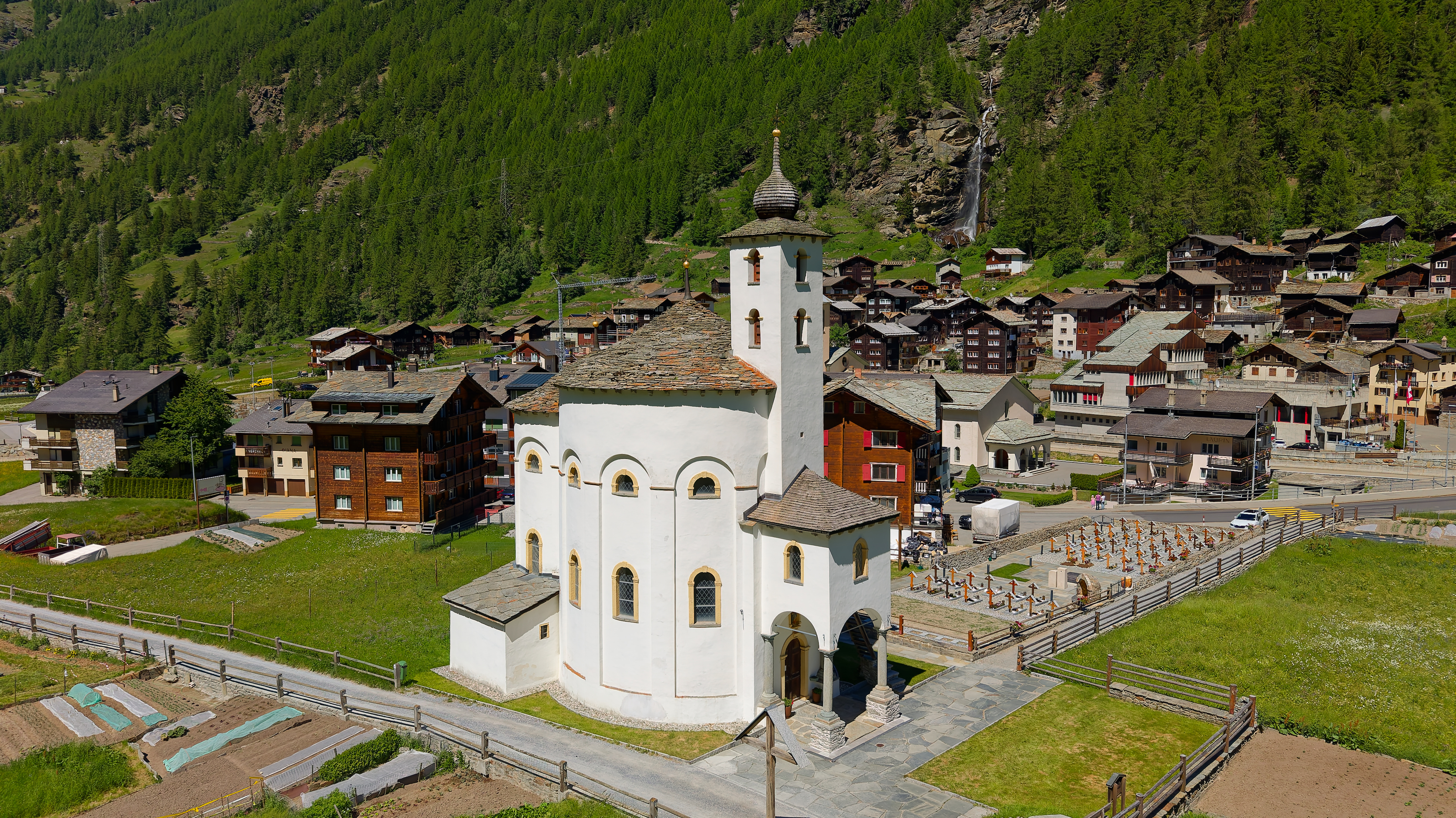
Rundkirche in Saas-Balen
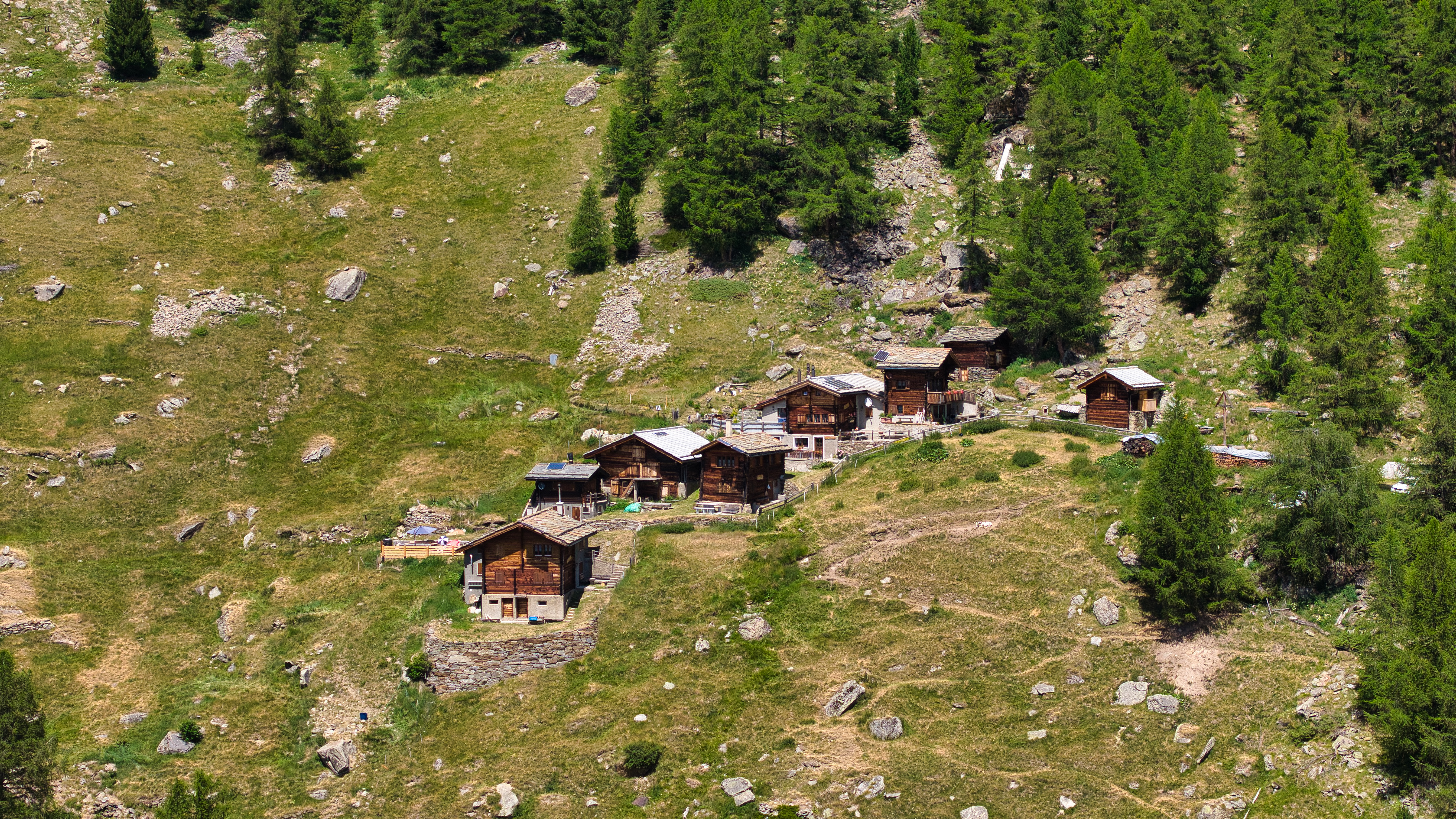
Bergweiler Siwinen auf 2077 m
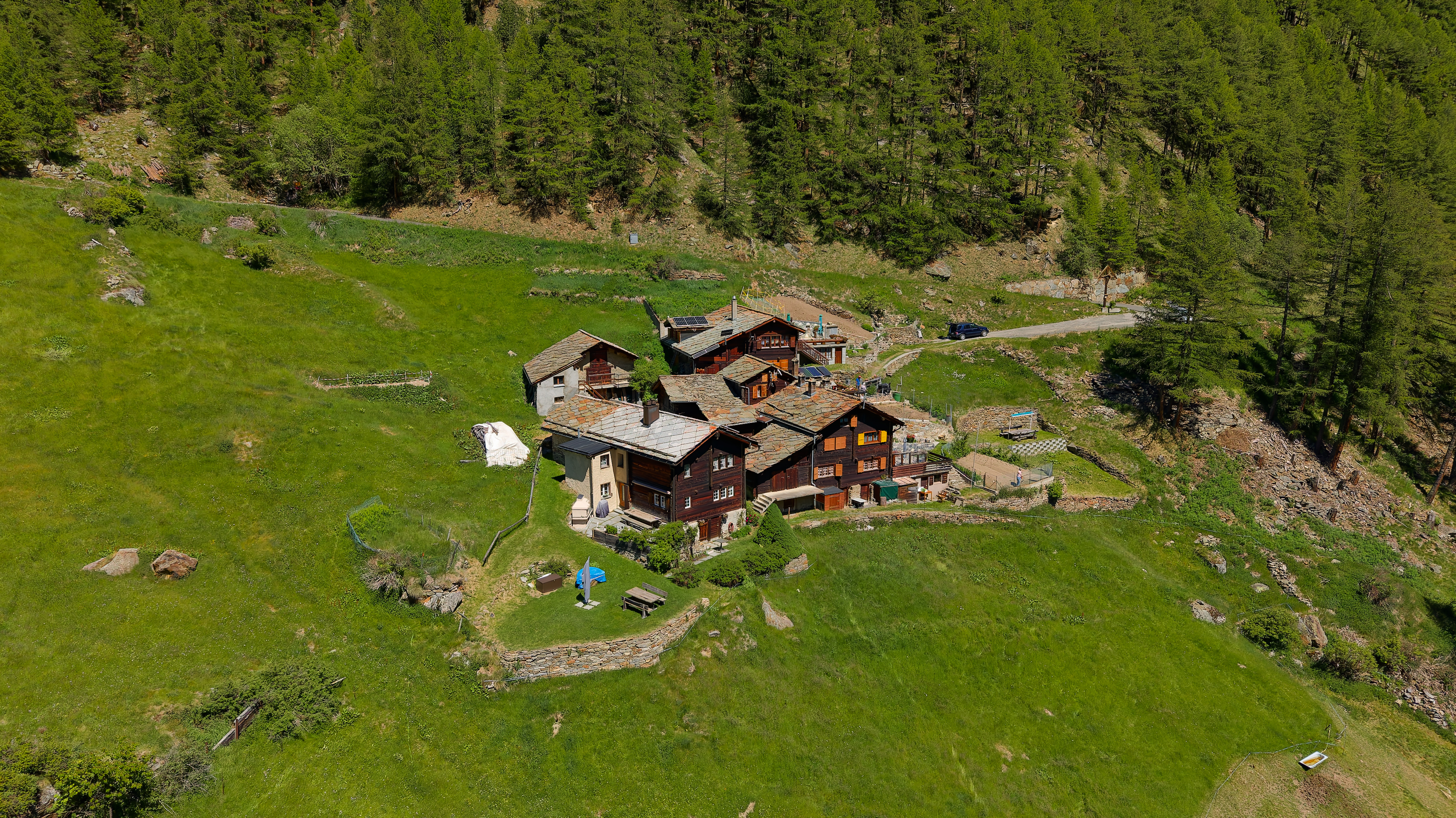
Bergweiler Matt auf 1800 m
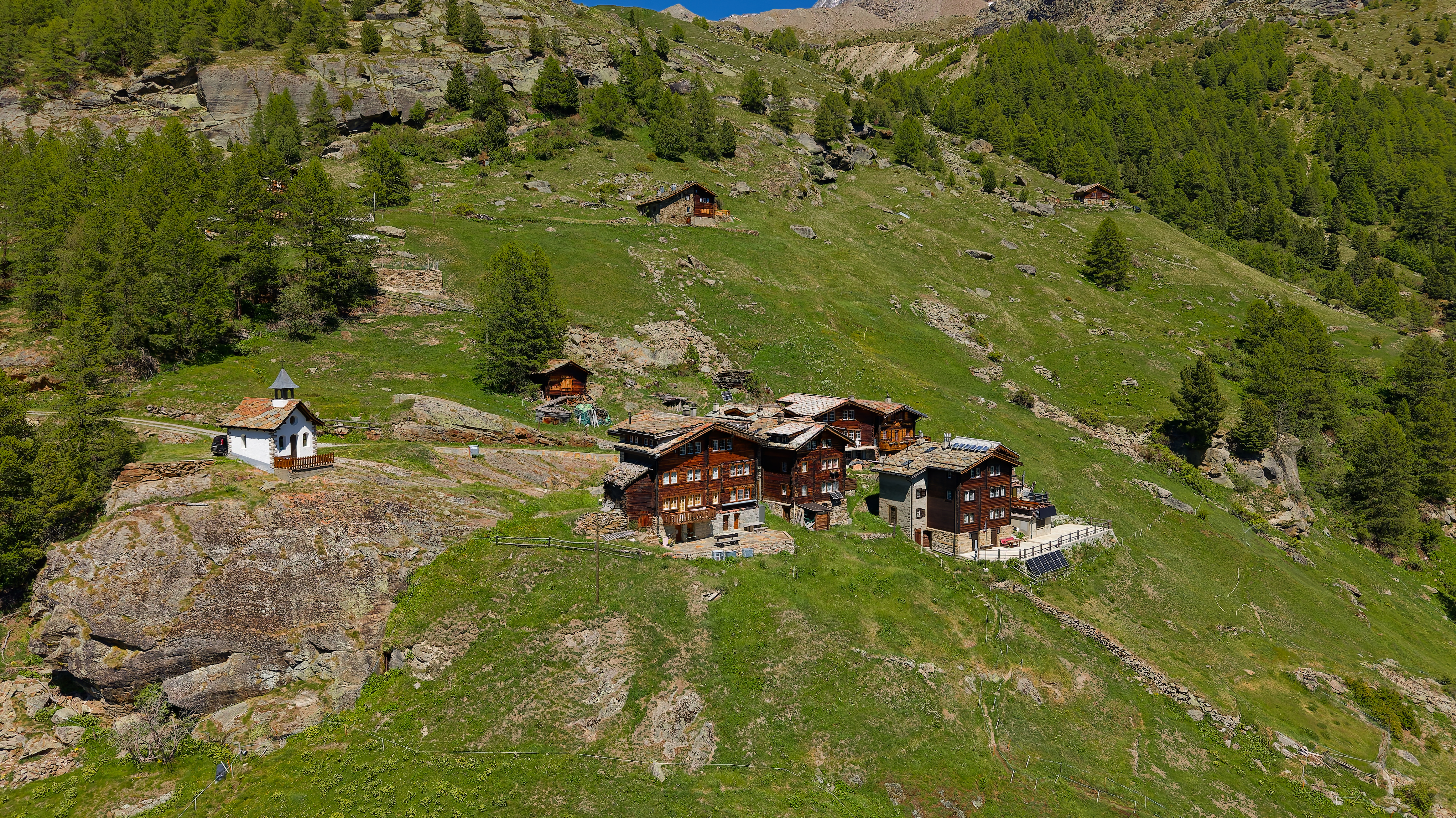
Bergweiler Heimischgarten
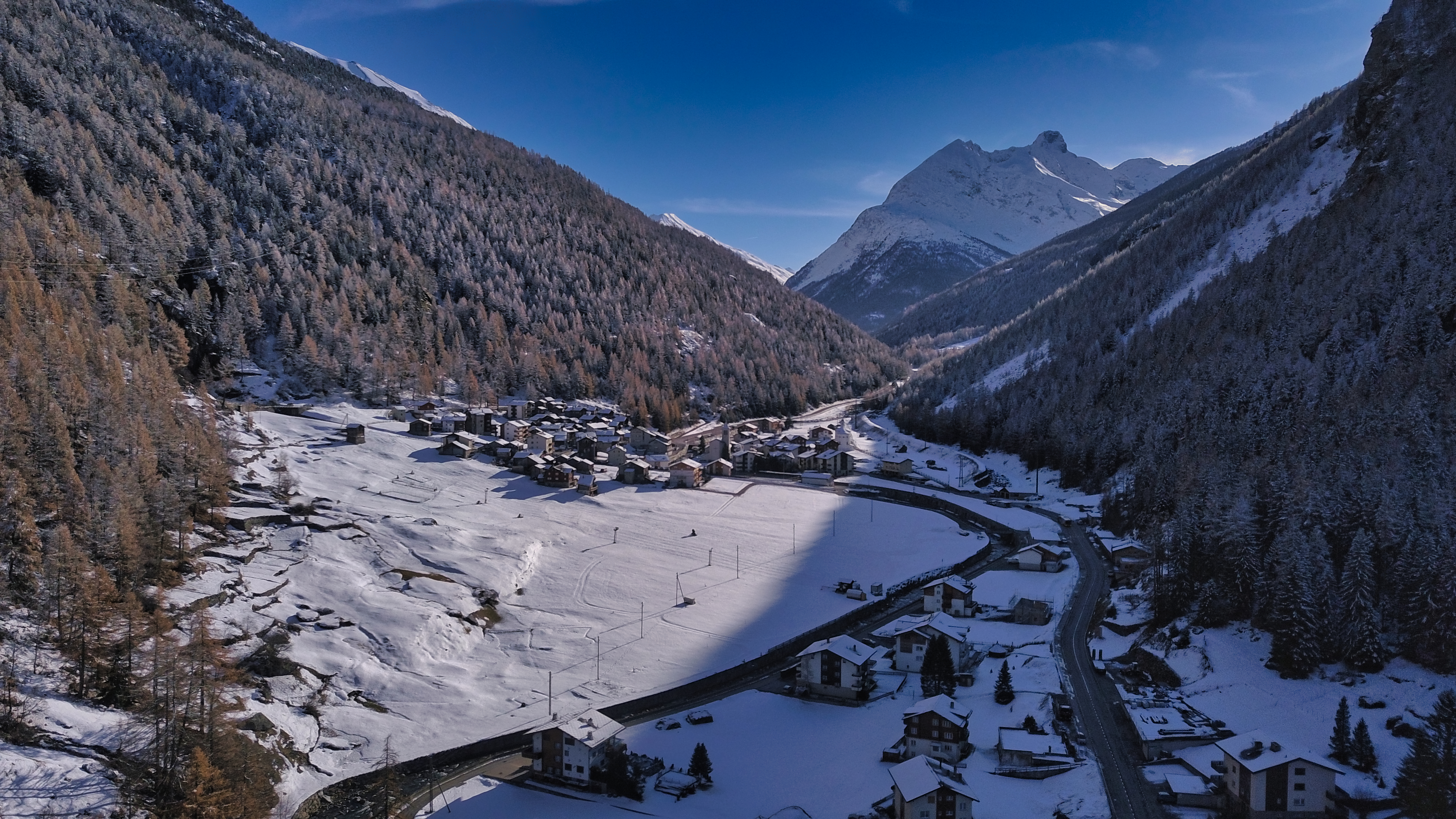
Saas-Balen, November 2019
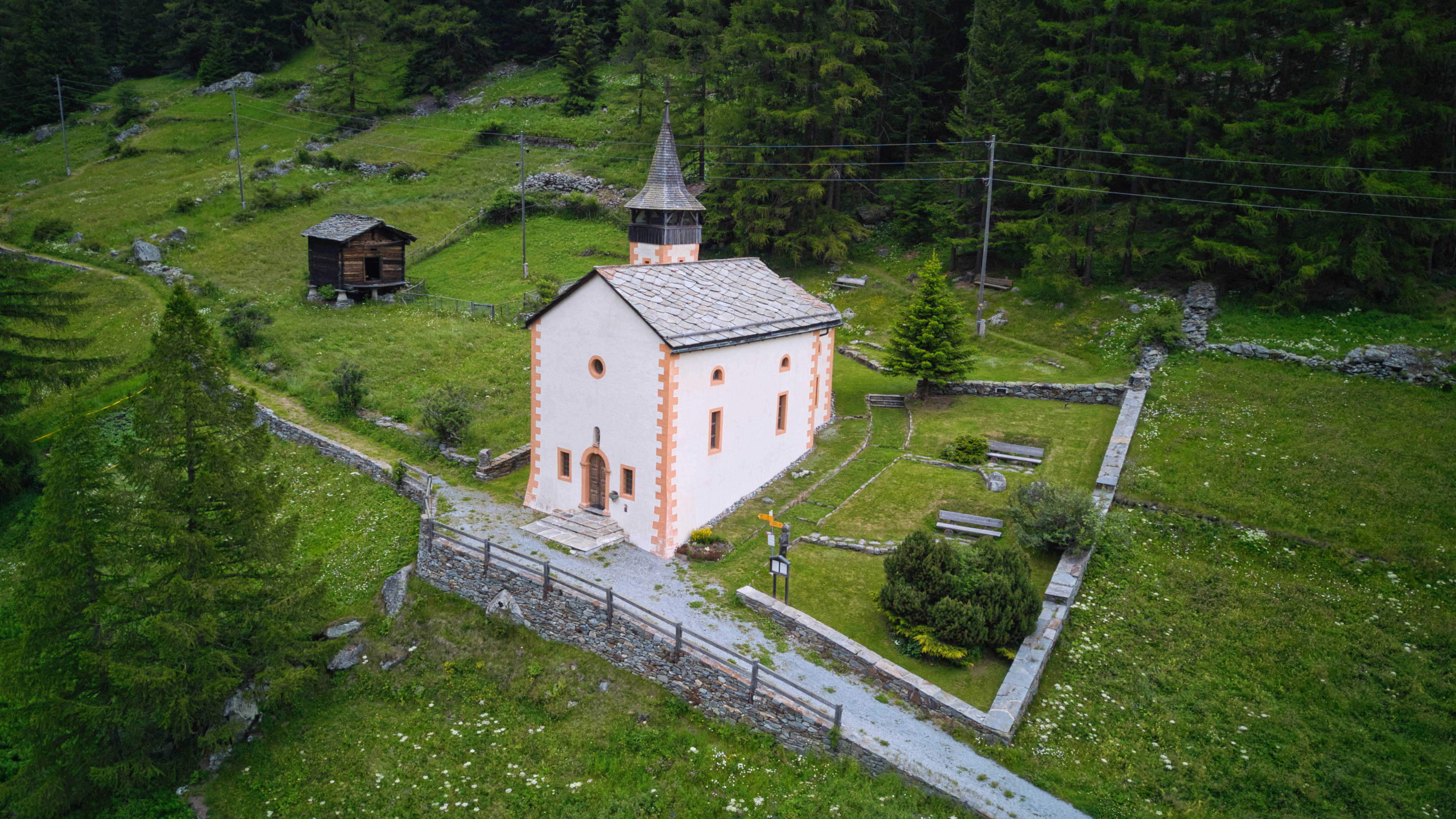
St.-Antonius-Kapelle
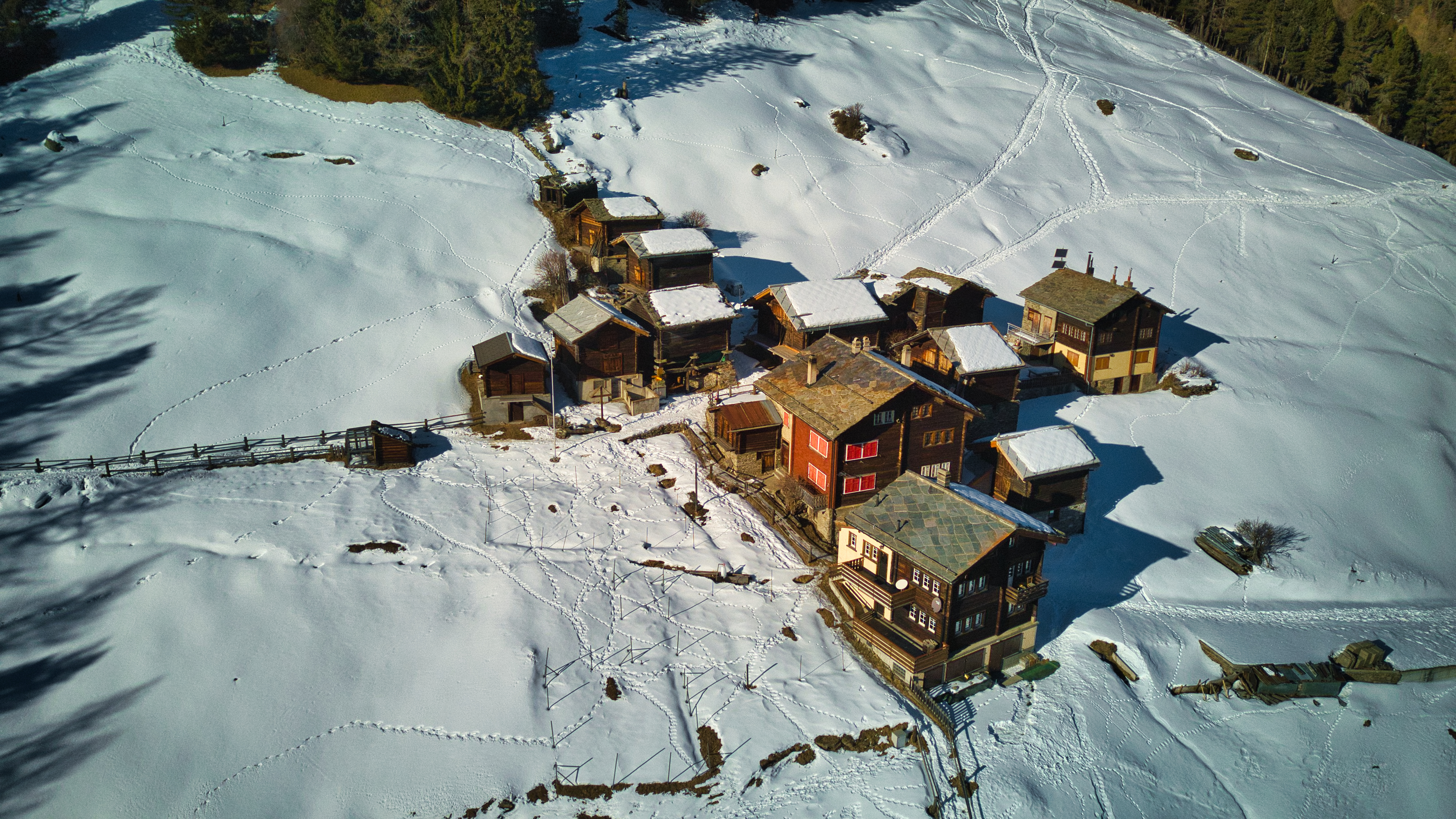
Bergweiler Sengg
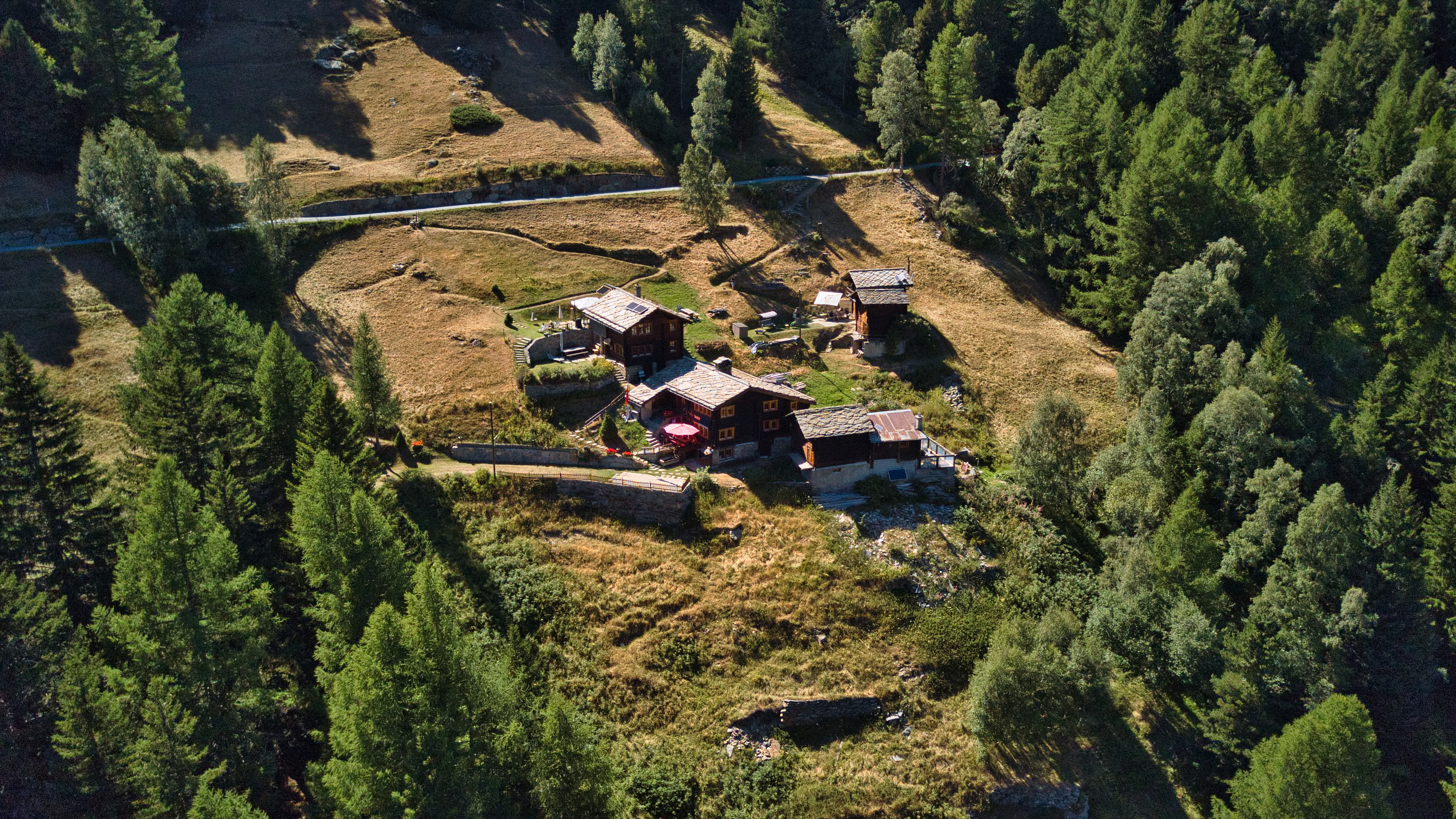
Bergweiler Innere Wald (Sommer 2022)
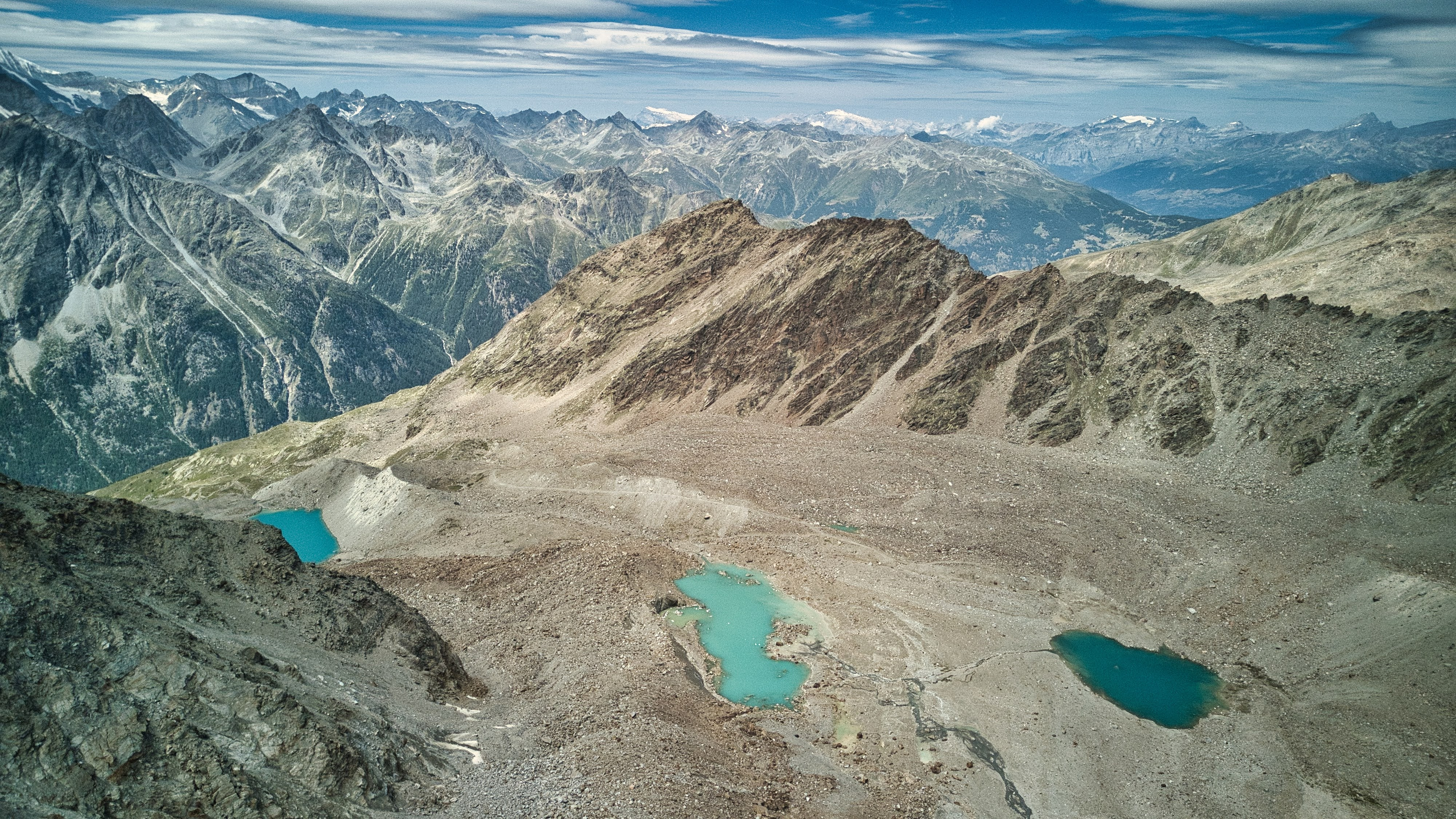
Die drei Gletscherseen auf 2800 m (Sommer 2023)